# Espresso Trapani
L'Espresso Trapani era una nave della compagnia privata siciliana CONATIR, che affondò nel 1990 all'imboccatura del porto di Trapani provocando la morte di 13 persone.

## La nave
La compagnia trapanese CONATIR aveva affittato nel 1989 da una compagnia norvegese la nave e svolgeva con il traghetto ridenominato Espresso Trapani un servizio di collegamento da Trapani a Livorno, imbarcando quasi esclusivamente camion e tir, e con cabine per gli autisti dei mezzi.

## Il naufragio
Il 29 aprile 1990, alle ore 17, a 4 miglia dall'isola Formica, nelle isole Egadi, il traghetto fece una virata a sinistra per allinearsi all'ingresso del porto di Trapani, ma sbandò paurosamente, forse per il distacco delle catene che tenevano fermi i tir, per poi inclinarsi, capovolgersi e affondare, in soli 15 minuti.
In quel momento a bordo vi erano 52 persone tra passeggeri ed equipaggio. 13 furono i morti, 4 marinai e 9 passeggeri, ma furono ritrovati solo sei cadaveri, e degli altri 7 rimasti intrappolati nella nave, nessuna traccia. Il comandante Leonardo Bertolino, al suo ultimo viaggio prima della pensione, affondò con la nave. Il relitto si trova ancora a 112 metri di profondità.